# Trio Da Kali
Trio Da Kali est un groupe griot malien composé de trois membres : Hawa Kassé Mady Diabaté (chant), Lassana Diabaté (balafon) et Mamadou Kouyaté (ngoni).

## Histoire
Hawa est la fille du griot Kassé Mady Diabaté. Ce dernier est le fils du maître ngoni Bassekou Kouyaté. Da Kali signifie « donner un gage » – en l'occurrence à leur héritage musical, celui des Mande jelis (lignées héréditaires) qui remonte à l'époque de Sunjata Keita, fondateur du grand empire du Mali au début du XIIIe siècle.
Le trio collabore avec le quatuor à cordes américain Kronos Quartet et enregistre un album primé, Ladilikan (2017, World Circuit). L'album comprend des arrangements de deux titres de la chanteuse gospel américaine Mahalia Jackson, ainsi que des morceaux importants du répertoire mandé jeli tels que Sunjata et la chanson d'amour Tita. Les deux groupes ont tourné ensemble dans de nombreuses villes du monde. La chanson Demba de Tsha (feat. Trio Da Kali) figure dans la bande originale de FIFA 22.